# Aleksandr Blok
Aleksandr Aleksándrovitch Blok (em russo:  Алекса́ндр Алекса́ндрович Блок; 28 de novembro (jul.) de 1880 - 7 de agosto de 1921) foi um dos mais talentosos poetas líricos russos (após Aleksandr Pushkin) e autor dramático. É considerado um dos fundadores do simbolismo russo durante a chamada Era de Prata.

## Família e influências
Blok nasceu em Petrogrado no seio de uma família sofisticada e intelectual. Algumas das pessoas com que a família se relacionava eram intelectuais. O próprio pai de Blok era professor de Direito em Varsóvia e a sua avó materna era a reitora da Universidade Estatal de Petrogrado. Após a separação dos seus pais, Blok morou com parentes na aristocrática mansão de Shakhmatovo, perto de Moscovo, onde descobriu a filosofia de Vladimir Soloviov e as obras dos obscuros poetas do século XIX Fiodor Tiutchev e Afanasi Fet, cuja influência será visível nas peças iniciais compostas por Blok e compiladas na edição intitulada Ante Lucem. 
Em 1903, Blok casou com Liubov Dmitrievna Mendeleeva (filha do grande químico Dmitri Mendeleev). Para a sua mulher dedicou um ciclo de poesia que o levou à fama, intitulado Versos sobre a bela senhora (Стихи о Прекрасной Даме), onde transformava a sua esposa numa visão intemporal da alma feminina e da feminidade eterna.

## Primeira poesia de Blok

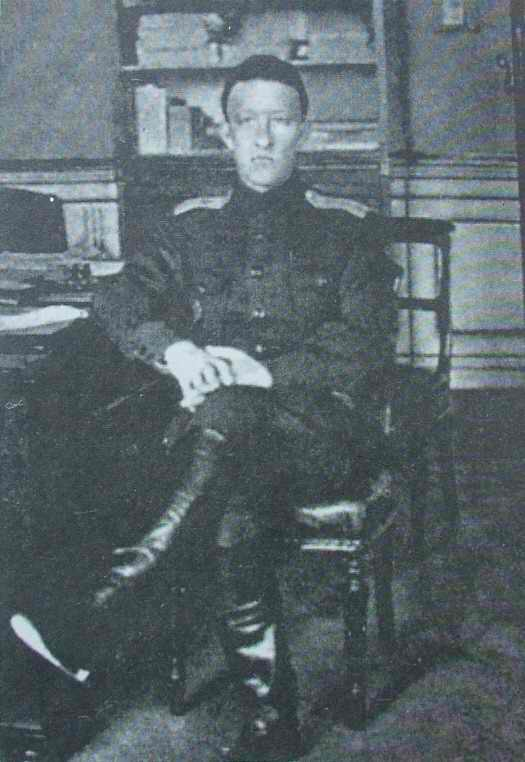
Blok, 1917, O Palácio de Inverno

As imagens místicas projetadas no seu primeiro livro ajudaram Blok a colocar-se como líder do simbolismo russo. Os seus primeiros versos estavam regularmente construídos a respeito do ritmo e da métrica, mas depois procurou introduzir padrões rítmicos mais ousados e irregulares, com temas mais triviais, como em Fábrica (Фабрика, 1903). Os seus poemas maduros serão muitas vezes baseados no conflito entre a visão platónica da beleza ideal e as decepcionante realidade da periferia industrial, como na obra teatral A desconhecida (Hезнакомка, 1906)
No seu seguinte livro de poemas, A Cidade (Город, 1904-1908), Blok desenhou um Petrogrado impressionista e misterioso, e as suas obras posteriores, como Máscara de neve (Снежная маска, 1907), ajudaram a aumentar a reputação de Blok como autor de dimensões fabulosas. Ele foi muitas vezes comparado com o grande poeta russo, Aleksandr Pushkin, e toda a denominada Era de Prata da poesia russa tem sido referida em numerosas ocasiões como a "Era Blok". Na década de 1910, Blok era já admirado por todos os seus colegas literários e a sua influência nos poetas jovens era incontornável. Anna Akhmatova, Marina Tsvetaeva, Boris Pasternak ou Vladimir Nabokov escreveram importantes versos de tributo a Blok.

## Revolução e ritmo
Após lograr uma fama insuperável, Blok sofreu uma viragem face a novas temáticas e ocupou-se de temas fundamentalmente políticos, como na obra Retribuição (Возмездие, 1910), onde ponderou o caráter messiânico do seu país. Influenciado pela doutrina de Soloviov, Blok estava cheio de apreensões apocalípticas e amiúde vacilava entre a esperança e o desespero. No verão de 1917, ele escreveu no seu diário: "eu sentia que um grande evento estava a chegar, mas o que era exatamente não me foi revelado". De modo completamente inesperado para os seus seguidores, ele aceitou a Revolução de Outubro como a resolução final desses anseios apocalípticos. 
Blok expressou a sua visão da revolução no poema Os doze (Двенадцать, 1918), um dos mais controversos da poessia russa, onde descreve doze soldados bolcheviques, comparando-os aos doze apóstolos, que avançavam pelas ruas de Petrogrado enquanto uma feroz tempestade de inverno os fere. Os doze apartou Blok de uma parte da intelectualidade que o seguia - e que declararam o poema de um mau gosto terrível - e também dos bolcheviques, que desprezavam o seu antigo misticismo e ascetismo. O poema usa o ritmo da canção popular russa, rápido, bem como sua linguagem, alternando-os com ritmos mais tranquilos e gírias abruptas, que marcam certos episódios. O poema harmoniza fatos cotidianos e estados contemplativos. O ritmo do poema é representado por uma absolutamente não regular distribuição gráfica.

## Desilusão e morte

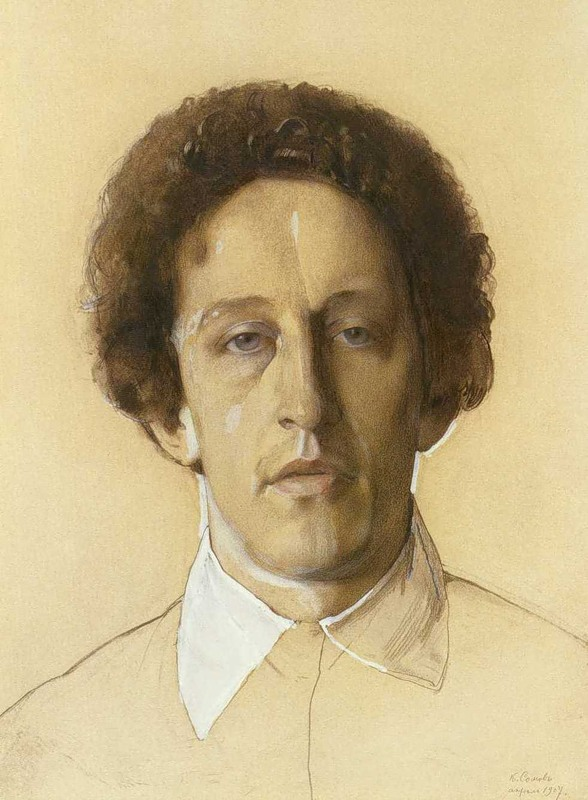
Aleksandr Blok
Retrato de Konstantin Somov, 1907.

Em 1921, Blok já se desiludira com a revolução. Não escreveu mais poesia durante três anos e manteve conversas com Maksim Gorki a respeito de ter perdido a sua fé "na sabedoria da humanidade". Também escreveu para o seu amigo Kornei Tchukovski: "Todos os sons pararam. Você não pode ouvir que já não há nenhum som?".
Poucos dias depois, Blok enfermou. Os seus médicos pediram que fosse enviado ao estrangeiro para receber tratamento médico, mas não foi autorizado a abandonar o país. Então foi Maksim Gorki que escreveu a Anatoli Lunatcharski: "Blok é o melhor poeta da Rússia. Se você proibi-lo saír do país, Blok morrerá e vocês serão culpados pela sua morte". Blok recebeu permissão em 10 de agosto, a noite antes de morrer. A sua morte e a execução do seu companheiro Nikolai Gumilev pela Tcheka em 1921 foram vistas por muitos como o fim dessa geração de poetas. 

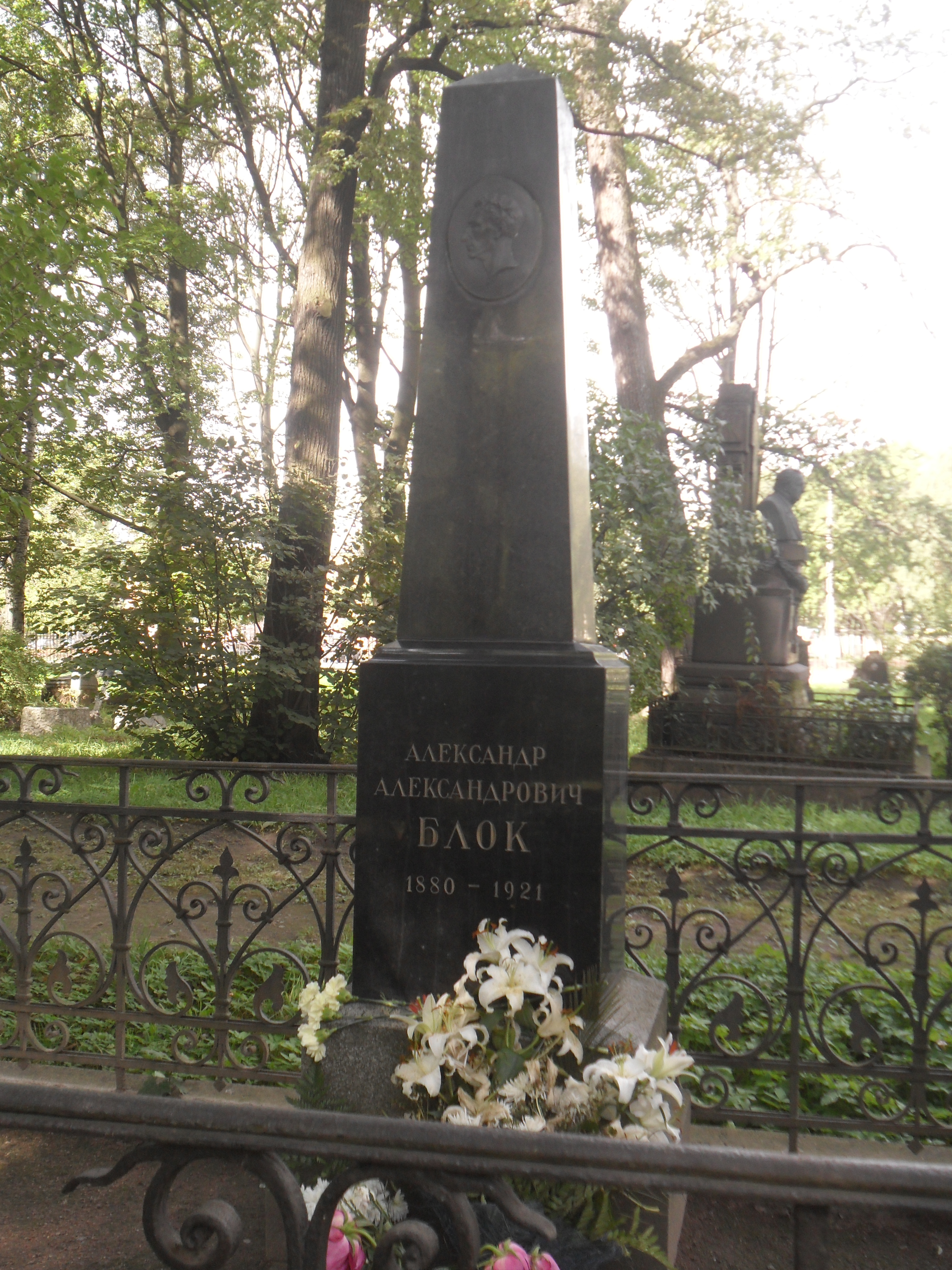
Sepultura no Cemitério de Volkovo

## O simbolismo de Aleksandr Blok
Blok é considerado internacionalmente como um dos maiores poetas do século XX. Na poesia de Blok as cores são essenciais, e permitem dividir a sua obra em três grandes capítulos: um primeiro capítulo, de predominância branca, refere-se às primeiras obras, cuja temática está arredor da sua mulher. Um segundo capítulo, de predominância azul, voltado arredor da impossibilidade de atingir o ideal de beleza. Um terceiro capítulo, de predominância vermelha, corresponde a seus poemas da época pré-revolucionária. Mas há mais cores em Blok: o violeta é a cor da frustração, como variação do azul; enquanto o amarelo dos lampiões de rua, das janelas e do pôr do sol é a cor da traição e a trivialidade. O negro é, por enquanto, a cor do perigo, mas também uma cor capaz de oferecer uma potencial revelação. Seguindo os passos de Fiodor Tiutchev, Blok desenvolveu um complexo sistema simbólico para a sua poética. 
A sua referência às cores e a simbologia da sua poesia fizeram com que Blok representasse uma fonte de inspiração para muitos compositores musicais russos. Por exemplo, Sergei Prokofiev fez um coro orquestral de estética apocalíptica baseado no poema Sete, eles são sete!, e Dmitri Shostakovitch compôs um ciclo de canções para soprano e piano intitulado Sete romances de Aleksandr Blok. 

## Obras de Aleksandr Blok
Livros de poemas
- “Стихи о Прекрасной Даме” (1904-1905) Versos sobre a bela senhora
- “Нечаянная радость” (1907) O gozo imprevisto
- “Снежная маска” (1907) Máscara de neve
- “Земля в снегу” (1908) A terra na neve
- “Ночные часы” (1911) As horas da noite

Obras de teatro
- “Балаганчик” (1906) O teatro de feira
- “Король на площади” (1906) O rei na praça
- “Незнакомка” (1906) A desconhecida
- “Песня Судьбы” (1908) A canção do Destino
- “Роза и Крест” (1913) A rosa e a cruz
- "Рамзес" (1919) Ramsés

Poemas
- “Возмездие” (1910-1921) O castigo
- “Соловьиный сад” (1915) O jardim dos rouxinóis
- “Родина” (1907-1916) A pátria
- “Двенадцать” (1918) Os doze
- “Скифы” (1918) Os escitas

## Outros artigos
- Literatura da Rússia
- Maksim Gorki